# NGC 5579
NGC 5579 (другие обозначения — UGC 9180, MCG 6-32-2, ZWG 191.80, ZWG 192.3, Arp 69, VV 142, PGC 51236) — спиральная галактика (Sc) в созвездии Волопас.
Этот объект входит в число перечисленных в оригинальной редакции «Нового общего каталога», а также включён в атлас пекулярных галактик.
В галактике вспыхнула сверхновая SN 2006ss типа IIb, её пиковая видимая звездная величина составила 17,6.